# 阿部祐二
阿部 祐二（あべ ゆうじ、1958年8月14日 - ）は、日本のテレビリポーター、俳優、京都美術工芸大学客員教授。テンダープロ所属。

## 略歴
東京都板橋区出身。板橋区立弥生小学校、板橋区立上板橋第一中学校、東京都立小石川高等学校、早稲田大学政治経済学部卒業。2019年11月より京都美術工芸大学客員教授に就任。身長は186cm。妻はプロゴルファーの阿部まさ子（旧姓:礒村）。長女の阿部桃子はファッションモデル・タレントとして活動しつつ、2017年度ミス・ユニバース・ジャパンに選出された。現在は東京都江東区豊洲在住。
大学在学中に雑誌『POPEYE』でモデルを務めたり、タレントとしてCMにも出演するようになった。
1983年、藤岡弘、に付けてもらった伊達 祐二（だて ゆうじ）の芸名で、テレビドラマ『婦警さんは魔女』（TBS）で俳優デビュー。しかし、次の出演ドラマ『悲恋』のプロデューサーから「その芸名だと新人っぽくないから、本名に戻してくれ」と言われ、本名の「阿部祐二」で活動することになった。
俳優としては、テレビドラマ『不良少女とよばれて』（1984年・TBS系列）や『特捜最前線』（1985年・テレビ朝日系列）などに準レギュラー出演。
1994年、『ビッグモーニング』（TBS）でリポーターとして活動を開始。『ルックルックこんにちは』（日本テレビ系列）や『スッキリ』（日本テレビ）などに出演。以降リポーター業と並行する形で俳優業も継続している（映画やドラマではリポーター役も多い。出演の欄を参照）。

## 人物

### 小学生時代
タクシー運転手をする父、母、2歳上の兄と育った。彫りの深い顔立ちは、母譲りである。子供の頃はスポーツ好きで、小学生時代は特に相撲と野球に励んでいた。練馬にあった子供向けの相撲教室の「豆相撲団」に通い始めた後、細身ながら骨太の長身体形となり、握力の強さを活かして相手のまわしを引く力が評価された。高学年の頃に相撲部屋と私立中学の野球部からそれぞれスカウトされたが、どちらも断り相撲と野球は小学校で辞めた。
小学生の頃は負けず嫌いな性格もあって、ある年の学校のマラソン大会では早朝5時から走る練習をし、当日は2位を1周遅れにして優勝したこともある。また、当時はスポーツばかりしていてアイドルなどにも興味がなかったため、テレビを見たのはアニメ「巨人の星」と、「ゲゲゲの鬼太郎」ぐらいとのこと。

### 中学生時代
入学した区立中学には野球部がなかったため、3年生だった兄が副部長を務めるサッカー部に入部。当時この部は都内強豪校で部員は80人いたが、人気者の副部長の弟ということでひいきされた。ほどなくして2年生に特別扱いを妬まれたことに絡んで練習中に右腕に大きな怪我を負ったため退部した。
中学2年生から剣道部に転部し、以後は朝昼放課後の練習に加え、帰宅後は近所の剣道道場に通うという剣道漬けの日々を送った。剣道の最高成績は、個人戦で都大会16位（時期は不明）。遡って右腕の治療中から勉強に没頭し始め、人前で話すことにも意欲が芽生えたことから、その後生徒会長になった。高校受験では私立の開成高校が第一志望だったが当日高熱が出て受験できず、都立高校を受験して進学。

### 芸能界入り
大学受験は第一志望の東大文科一類に絞って受験したが不合格だった。翌年も東大合格を目指して一浪したが、親から「他の大学も受けて」と言われて上智大学を受け、合格して入学金も払ってもらったが結局進学しなかった。さらに翌年、早稲田大学を受けて合格して入学を決めた。
大学時代からモデル活動を始め、ファッション雑誌『POPEYE』『MEN'S CLUB』に出たり、ファッションショーにも出演。大学2年生の時に飲料水のCMで1か月間サンフランシスコ郊外のロケ撮影に参加したことが、英語スキルを磨くきっかけとなった。マクドナルドのCMにも出演。大学4年生の時に役者に転身した。
20代半ばの頃、当時人気プロゴルファーの礒村まさ子とスポーツジムで偶然出会い、阿部が声をかけたことから交際に発展。1988年、二谷英明・白川由美夫妻の仲人でまさ子と結婚。大学時代から家庭教師をしていたが、結婚と前後して先輩俳優（二谷かは不明）から「役者の仕事は収入が不安定で大変だから、収入源を他に持っておけ」との助言を受け、家庭教師を派遣する有限会社を設立。

### リポーターに転身
30代半ばを迎えた頃にある人から突然「リポーターをやらないか？」と誘われ、リポーターデビューした。また、この仕事について妻に相談すると、背中を押されてリポーターの仕事に集中することを決め、先述の家庭教師の派遣会社を畳んだ。リポーターとしての初仕事は、結婚直前の女性に取材する特集企画。間もなくして起きた『つくば妻子殺害事件』で初めて中継を担当し、以後事件リポーターとして経験を積んだ。
ワイドショー『ルックルックこんにちは』（日本テレビ系列）にリポーターとして出演し始めた1990年代後半は、日本中で大事件が立て続けに起きた。このためベテランリポーターだけでは人手が足りず、まだまだ新人の阿部もそれらの事件に駆り出されることとなった。
言葉で状況を伝えることに力不足を感じたことから、空いた時間に色々な本を読みまくってボキャブラリーを増やした。また、毎朝5社の新聞や「ジャパンタイムズ」を読み、扱う事件の情報を事前に頭の中にインプットしてから取材活動をするようになった。
2006年頃から情報バラエティ「スッキリ」（日本テレビ）に、主に事件を扱うリポーターとして出演。毎回各現場から事件を伝える際、スタジオにいる司会者・加藤浩次に向かって「加藤さん、事件です！」という呼びかけが視聴者の間で浸透し、リポーターとして一気に知名度が上がった。このフレーズは、同番組が2023年に放送終了した後もリポーターとしての阿部自身の代名詞となっている。

## その他エピソード
- 特技は、剣道（1984年当時の段位は三段[4]）と英会話[5]。英語が堪能であるため、リポーター業で外国人へも直接インタビューを行える。
- デビューのきっかけは、東京・高田馬場のトレーニングセンターで、藤岡弘にスカウトされた[4]となっているが、異説もある[7]。
- 小学生の時にわんぱく相撲大会で優勝したことがある[注釈 9]。これがきっかけで相撲部屋に誘われたことがある[4]。
- 大学在学中から36歳までは、芸能・取材活動のかたわら、プロの家庭教師として教え子を数々の有名校へ進学させていた。29歳の時には、家庭教師を派遣する有限会社を自ら設立している[8][9]。
- モデル・俳優業からテレビリポーターに転身した背景として、大学を卒業する頃に記者を志望していたことを挙げている[9][注釈 10]。
- 2005年9月6日、『ザ!情報ツウ』に台風の現場を伝えるリポーターとして出演していた。激しい強風に飛ばされそうになりながらもしゃがみこんで耐えながらリポートした直後に、普通に歩きだした様子が放送され、やらせだという風聞が発生した。この映像はYouTubeに投稿され150万回近く再生され、テレビ関係者からも批判を受けた。阿部は風が止んだので歩いたと説明し、やらせを否定している[10]。
- 恐妻家で、2012年2月25日には、自身初の著書として、『「恐妻家」が成功する22の法則』を講談社から発売。同年6月5日には、「“恐妻家”としても話題の人気リポーター」という触れ込みで、『徹子の部屋』（テレビ朝日）へ初めて出演した[11]。
  - 恐妻家になった理由として、自分が不遇の時期に結婚したことを告白。「（プロゴルファーとして有名な）妻との収入に大きな格差があった状況で結婚したことから、今でも（家庭内における妻との関係を）絶対に挽回できない」と述べている[12]
- 2011年1月10日に西宮神社で行われた福男選びの抽選で赤のくじを当て、最前列の108人枠からスタートを切った。結果は63位[13]。
- 2011年3月11日未明、浦安市内の交差点で帰宅のために乗車していたタクシーに乗用車が衝突して首第二頸椎骨折など全治3ヶ月の重傷を負い入院した。この日の午後、東日本大震災が発生したが、取材活動には加わることができなかった[14][15]。同年6月2日の『スッキリ!!』で復帰[16]。
- 『スッキリ!!』2014年8月18日放映分取材のため、前日となる8月17日に東京ビッグサイトで行われたコミックマーケットへと取材に赴いた。その最中に通りすがりの一般人から「大門巌さん」と呼びかけられ、最初は「人違いをされた」と思っていたが、その名前が自身がかつて出演していた特撮テレビドラマ『特捜エクシードラフト』での役名だったことを知らされて、「思いだして嬉しくなっちゃった」と語り、困惑が感動に変わったことを番組内でコメントした[17]。
- 中学時代に部活動で右腕を骨折し、治癒するまでの数か月の間に左手で字を書けるようになったことがきっかけで、以降字を書く時は両利きとなった[5]。

## 出演

### モデル
- POPEYE（マガジンハウス）
- MEN'S CLUB（講談社）

### 映画
- 地雷原 A mine field. （1992年） - チャチャイ 役
- ばあじんロード - 主人公の担任教師 役[注釈 11]
- ゴト師株式会社  悪徳ホールをぶっ潰せ!（パル企画） - 国会議員政策担当秘書 役
- ゴト師株式会社III（パル企画） - 運転手 役
- ゴジラ×モスラ×メカゴジラ 東京SOS - 横須賀のリポーター 役[3]
- 天使と悪魔 - アメリカ人リポーター 役（日本語吹替版）
- ごくせん THE MOVIE - リポーター 役
- 僕の初恋をキミに捧ぐ - 伊藤教師 役
- ブルックリン橋をわたって - 小野寺早紀の父親 役
- 逆転裁判 - 王都楼真悟 役
- ビターコーヒーライフ
- ネオン蝶 第二幕
- 柳生十兵衛 世直し旅（2015年） - ナレーション
- 西成ゴローの四億円（2021年） - 柊健太郎 役
  - 西成ゴローの四億円 死闘篇（2022年）
- 月下香（2022年）- 藤堂雪彦 役[18]

### テレビドラマ
- 婦警さんは魔女（1983年、TBS） - 坂下刑事 役
- 木曜ゴールデンドラマ「悲恋」（1983年11月24日、読売テレビ） - 勉 役
- 不良少女とよばれて（1984年、TBS） - 丹波圭太郎 役
- サーティーン・ボーイ（1985年、TBS）第5話
- 特捜最前線（1985年-1987年、テレビ朝日） - 杉敏夫巡査 役
- あぶない刑事シリーズ（日本テレビ）
  - 『あぶない刑事』第45話「謹慎」（1987年8月16日）
  - 『もっとあぶない刑事』第4話「奇策」（1988年10月28日）
- ベイシティ刑事 第10話「湘南大捜査線!危険な女」（1987年12月9日、テレビ朝日） - 永井 役
- ニュータウン仮分署（1988年、テレビ朝日）- 野本広志巡査 役
- ゴリラ・警視庁捜査第8班　第28話「ある少女の疑惑」（1989年11月12日、テレビ朝日）
- 勝手にしやがれヘイ!ブラザー 第9話（1989年12月8日、日本テレビ） - 横田 役
- 火曜サスペンス劇場
  - 「狙われて」（1989年12月12日、日本テレビ）
  - 「弁護士・朝日岳之助4 考古学教室の殺人」（1992年8月11日、日本テレビ）
- 火曜スーパーワイド「函館のおんな」（1990年1月9日、テレビ朝日）
- HOTEL  第1シリーズ  第6話（1990年2月8日  TBS）結婚詐欺師役
- 刑事貴族シリーズ（日本テレビ）
  - 『刑事貴族』第4話「その時、野獣に牙を剥いた」（1990年5月18日） - 志垣 役
  - 『刑事貴族3』第6話「汚れた顔の天使」（1992年6月5日）
- 芸能社会（1990年7月 - 9月、TBS）
- 大江戸捜査網 橋爪淳版 第1期 第4話「山男に抱かれた女」（1990年11月2日、テレビ東京）
- はぐれ刑事純情派 第4シリーズ 第7話「通り魔!?狙われた赤いコートの女」（1991年5月15日、テレビ朝日） - 久保光夫 役
- 土曜ワイド劇場
  - 「上高地に消えた女」（1990年10月27日、テレビ朝日）
  - 「八甲田山殺人暮色」（1991年10月26日、テレビ朝日） - 平岡吾郎 役
  - 「能登半島・女たちの殺人風景」（1994年6月25日、テレビ朝日） - 青木刑事 役
- 世にも奇妙な物語 「無人艦隊」（1991年11月14日、フジテレビ）
- 俺たちルーキーコップ　第5話「大脱線」（1992年5月12日、TBS）
- 愛の祭（1992年、THK） - 今野 役
- 特捜エクシードラフト（1992年-1993年、テレビ朝日） - 大門巌 役
- TBSドラマスペシャル ゲンコツ和尚は名探偵（1994年2月21日、TBS） - 田島 役
- MW-ムウ- 第0章 〜悪魔のゲーム〜（2009年6月30日、日本テレビ） - 謎の男 役
- 左目探偵EYE（単発スペシャル）（2009年10月3日、日本テレビ）-　リポーター役
- 左目探偵EYE 最終話（2010年3月13日、日本テレビ）-　リポーター 役
- 松本清張ドラマスペシャル・霧の旗（2010年3月16日、日本テレビ） - TVリポーター 役
- タイムスクープハンタースペシャル「お正月パニック！改暦大騒動」（2015年1月1日、NHK総合テレビ） - 本人 役
- スペシャルドラマ 刑事バレリーノ（2016年1月9日、日本テレビ） - TVリポーター  役
- 天才バカボン〜家族の絆（2016年3月11日、日本テレビ） - 本人 役
- 同期のサクラ（2019年10月 - 12月、日本テレビ） - 本人 役[19]
- よるドラ 伝説のお母さん 第2話「こづれでいこうぜ」（2020年2月8日、NHK総合）
- 犬神家の一族（2020年） - 大山神主 役
- 伝説のお母さん（2020年） - アベユージ 役
- 真犯人フラグ 第4話（2021年11月7日、日本テレビ） - レポーター 役
- 家政夫のミタゾノ 第6シリーズ 第4話（2023年10月31日、テレビ朝日） - 婚活番組の司会者 役[20]

### 情報番組
- ビッグモーニング（リポーター、TBS系）
- フレッシュ!（リポーター、TBS系）
- ルックルックこんにちは（リポーター、日本テレビ系）
- レッツ!（リポーター、日本テレビ系）
- ザ!情報ツウ（リポーター、日本テレビ系）
- スッキリ（リポーター、日本テレビ系）
- ザ・追跡スクープ劇場（リポーター、日本テレビ系）
- ワイドナショー（ワイドナ情報通、フジテレビ系）
- ゴゴスマ（リポーター、TBS系）

### バラエティー
- 月曜から夜ふかし（リポーター、日本テレビ系）
- ありえへん∞世界（テレビ東京系）
- 今夜くらべてみました (2017年7月19日)
- ラヴィット!（TBSテレビ、金曜「ロングコートダディの噂のうどんレポート」コーナーレギュラーなど）

### アニメ
- ひみつのアッコちゃん（ショートムービー版）（2012年8月、日本テレビ） -  本人 役

### CM
- TSUTAYA DISCAS（2009年）
- 小林製薬「トイレその後に」（2010年）
- ミスタードーナツ（2016年）
- わかさ生活（2017年）
- スーパーミリオンヘアー

### PV
- Dr.Metal Factory「Jupiter」 - 同曲収録の『カヴァメタ Now』と『カヴァメタ Then』のジャケット写真にも登場。
- ET-KING「mother」

### Vシネマ
- パチンコ放浪記(1994年)
- コスプレ探偵（2013年）
- 裏切りの仁義（2017年） - テレビ中継リポーター

### ウェブドラマ
- ハナビ：HANAtypeB（2018年、PlayStation VR）[21]

### ラジオ
- 東京REMIX族（J-WAVE）
- 阿部祐二の気まぐれジャーナル（熊本放送）

## 著書
- 「恐妻家」が成功する22の法則（2012年2月25日初版刊行、講談社、ISBN 978-4062174121）